# Miroslav Markićević
Miroslav Markićević (en serbe cyrillique : Мирослав Маркићевић ; né le 18 mars 1958) est un homme politique serbe. Il est membre de la présidence du parti Nouvelle Serbie (NS) et président du groupe parlementaire du NS à l'Assemblée nationale de la République de Serbie,.

## Parcours
Miroslav Markićević naît en 1958 et devient technicien en mécanique.
Il entre en politique en 1990 et participe à la fondation du Mouvement serbe du renouveau (SPO) à Čačak. Il rejoint Velimir Ilić au moment où ce dernier fonde le parti Nouvelle Serbie (NS), avec des dissidents du SPO, en 1998.
Aux élections législatives du 28 décembre 2003, Nouvelle Serbie s'allie au SPO. La coalition remporte 7,7 % des suffrages et 22 députés, dont 9 alloués au parti, ce qui vaut à Miroslav Markićević un siège à l'Assemblée nationale de la République de Serbie.
Aux élections législatives du 21 janvier 2007, le NS forme une coalition avec le Parti démocratique de Serbie (DSS) du premier ministre de l'époque, Vojislav Koštunica. La coalition remporte 47 sièges, dont 10 reviennent à Nouvelle Serbie ; Markićević obtient un nouveau mandat,.
Aux élections législatives anticipées du 11 juin 2008, le NS s'associe une nouvelle fois au Parti démocratique de Serbie ; l'alliance obtient 11,61 % des voix et envoie 30 représentants à l'Assemblée, dont 9 députés NS ; Miroslav Markićević figure parmi eux.
Les élections générales de 2012 marquent un tournant dans les alliances de Nouvelle Serbie. Le NS participe à la coalition Donnons de l'élan à la Serbie, emmenée par Tomislav Nikolić, le président du Parti progressiste serbe (SNS),. Aux élections législatives, l'alliance obtient 24,04 % des suffrages et 73 députés ; le NS forme un groupe parlementaire comptant 8 représentants et Miroslav Markićević en devient le président.
À l'Assemblée, en plus de cette fonction, il participe aux travaux de la Commission du travail, des questions sociales, de l'intégration sociale et de la réduction de la pauvreté et, en tant que suppléant, à ceux de la Commission de l'agriculture, de la forêt et de la gestion de l'eau et de la Commission du Kosovo et de la Métochie.